# Bakari Mwamnyeto
Bakari Nondo Mwamnyeto (ur. 23 marca 1998 w Tandze) – tanzański piłkarz grający na pozycji środkowego obrońcy. Od 2020 jest zawodnikiem klubu Young Africans SC.

## Kariera klubowa
Swoją karierę piłkarską Mwamnyeto rozpoczął w klubie Coastal Union FC. W sezonie 2018/2019 zadebiutował w jego barwach w pierwszej lidze tanzańskiej. W 2020 przeszedł do Young Africans SC. W sezonie 2020/2021 wywalczył z nim wicemistrzostwo Tanzanii, a w sezonach 2021/2022 i 2022/2023 sięgnął po dwa dublety - mistrzostwo i Puchar Tanzanii.

## Kariera reprezentacyjna
W reprezentacji Tanzanii Mwamnyeto zadebiutował 14 października 2019 w zremisowanym 0:0 meczu towarzyskim meczu z Rwandą, rozegranym w Kigali.